# Karymskoje
Karymskoje (rusky Карымское) je sídlo městského typu v Zabajkalském kraji v Ruské federaci. Při sčítání lidu v roce 2010 mělo přibližně třináct tisíc obyvatel.

## Poloha a doprava
Karymskoje leží v Zabajkalsku na levém, severním břehu Ingody, zdrojnice Šilky v povodí Amuru.
Přes Karymskoje prochází Transsibiřská magistrála. Zdejší stanice Karymskaja leží na 6294. kilometru od Moskvy. Několik kilometrů východně od Karymského z ní odbočuje na jih do Zabajkalsku ležícího na ruské straně čínsko-ruské hranice železniční trať, která pak dále pokračuje do Čínské lidové republiky (směr na Charbin).

## Dějiny
Pravděpodobně v roce 1761 zde založil vesnici evenský vůdce Gantimurov, který přijal pravoslaví a byl podřízený Něrčinskému vojvodství. Od toho by pak bylo pravděpodobně odvozeno i jméno, protože Rusové přezdívali burjatským i evenkským konvertitům Karymové nebo Charymové. Jméno obce Karymskoje je ale doloženo až z poloviny 19. století.
V roce 1897 byla obec zničena povodní a obyvatelé si ji postavili o něco výše, přímo u nedávno zbudované stanice Transsibiřské magistrály.